# 越谷貨物ターミナル駅
越谷貨物ターミナル駅（こしがやかもつターミナルえき）は、埼玉県越谷市南越谷2丁目にある日本貨物鉄道（JR貨物）の貨物駅である。武蔵野線所属。

## 歴史
武蔵野線開業時に、貨物の拠点駅として設置された。『武蔵野線工事誌』によれば、敷地面積は17万6000平方メートルであり、当初、将来的な貨物取扱量は年間240万トン、1日あたり貨車720両と計画された。また開業時、駅北側の流通団地と駅とをレールで直結する将来計画があった。

### 年表
- 1973年（昭和48年）4月1日：武蔵野線開通時に開業[1]。
- 1987年（昭和62年）4月1日：国鉄分割民営化によりJR貨物の駅となる[1]。
- 1992年（平成4年）6月：横浜本牧駅発の日本石油（現・JXTGエネルギー）によるガソリンピギーバック輸送を開始する。
- 1994年（平成6年）12月：関西方面への路線貨物ピギーバック輸送を開始する。
- 1996年（平成8年）3月：石油ピギーバック輸送を終了する。
- 1998年（平成10年）10月：路線貨物ピギーバック輸送を終了する。
- 2000年（平成12年）7月：土地造成用残土輸送を開始する。
- 2006年（平成18年）3月：残土輸送を終了する。

## 駅構造

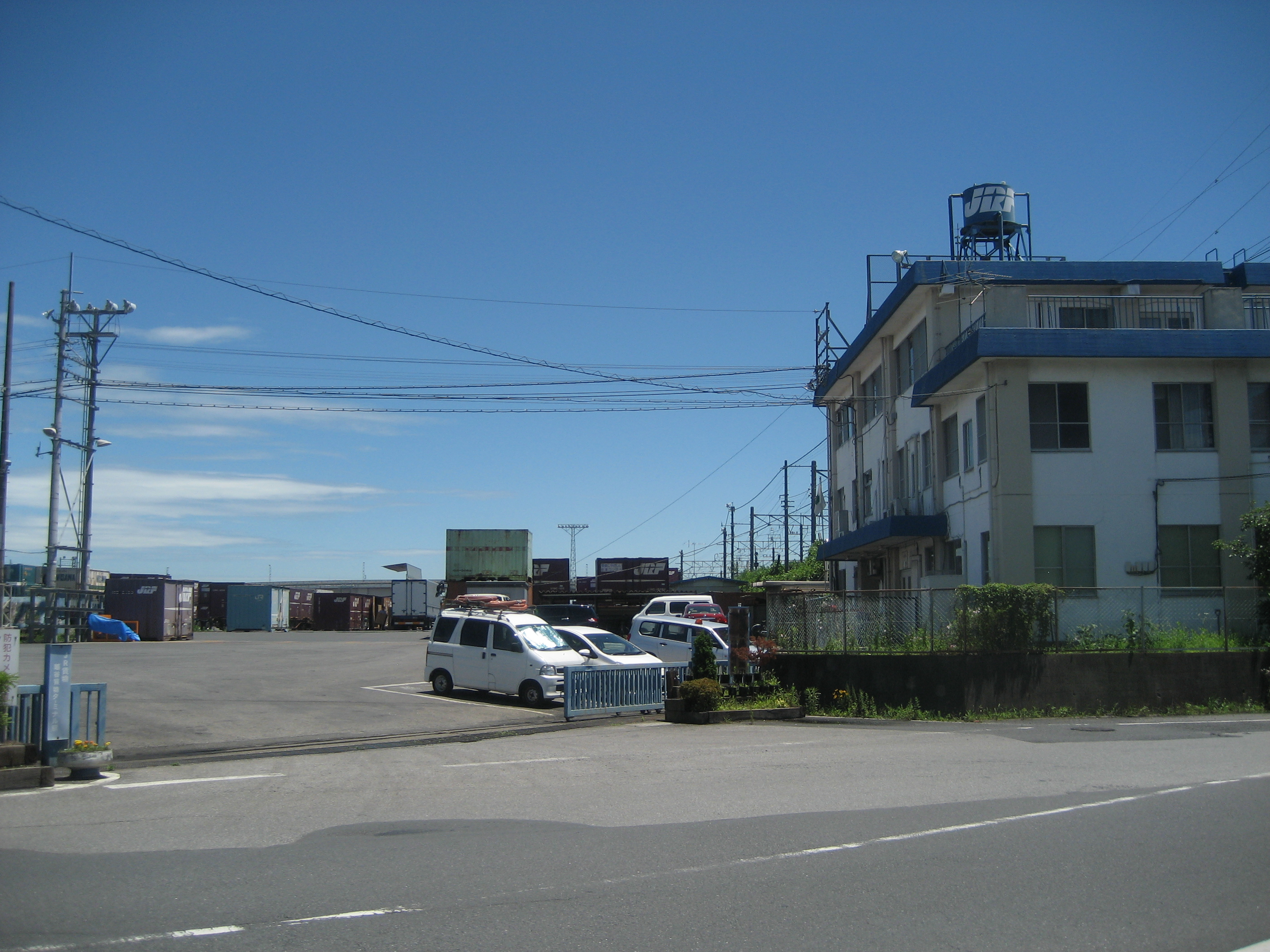
入口から見た構内（2014年7月）

本線の北側に沿って2キロメートルほどの構内を持つ地上駅。本線は構内の西端・東端からは高架線になり、当駅部分のみが地上にある。
駅の南側から、上下本線、着発線4本、仕分け線、コンテナホーム1面1線、1面3線、1面1線、有蓋車用ホーム1面1線、保守車両基地の順に並んでいる。2番目のコンテナホームは一部が切欠きホームとなっている。荷役線・仕分け線と着発線は、吉川駅方面へ延びる引き上げ線を介して繋がっている。また上下本線を挟んで電留線が2本設置されており、夜間の南越谷駅終着列車が当駅まで回送され留置、翌朝の南越谷駅始発列車となる。
駅舎には、営業窓口のJR貨物越谷営業所や、貨物列車運転士及び旅客列車乗務員の共用仮眠室が併設されている。駅本屋の施工は三井建設。
駅構内北側にはセイノースーパーエクスプレス越谷貨物駅営業所がある。

## 取り扱う貨物の種類
- 鉄道コンテナ貨物
  - 12ftコンテナ、20ft・30ft大型コンテナ、20ft海上コンテナを取り扱う。コンテナ貨物の集配範囲は、埼玉県東部・千葉県北西部・茨城県南部など広域に及ぶ。
- 車扱貨物
  - かつて岳南鉄道（現・岳南電車）比奈駅発送の紙（主に黄ボール紙）輸送用有蓋車（ワム80000形）を取り扱っていた。
- 産業廃棄物・特別管理産業廃棄物の取扱許可を得ている。
- 羽生オフレールステーションへの中継駅となっている。
- 鉄道車両

## 貨物列車
複数の路線から集まる貨物列車が通る武蔵野線上にあるため、複数の運転系統の列車が停車する。以下は2014年3月15日改正時点のものであり、専用貨物列車の停車はない。
- 高速貨物列車
  - 下り列車（吉川方面行）は、1日11本停車する。このうち、当駅終着が5本、当駅始発が3本。行先は隅田川駅、千葉貨物駅、神栖駅。
  - 上り列車（南越谷方面行）は、1日13本停車する。このうち、当駅終着が2本、当駅始発が4本。行先は東京貨物ターミナル駅、北長野駅、名古屋貨物ターミナル駅、百済貨物ターミナル駅、広島貨物ターミナル駅、福岡貨物ターミナル駅、札幌貨物ターミナル駅[3]。
- トラック便
  - 羽生オフレールステーションとの間に1日5往復運行されている[4]。

## 入換
JR貨物HD300形ハイブリッド機関車が担当している。

## 利用状況
| 年度                | 貨物輸送状況（単位：t） | 貨物輸送状況（単位：t） | 出典     |
| 年度                | 発送                    | 到着                    | 出典     |
| ------------------- | ----------------------- | ----------------------- | -------- |
| 1999年（平成11年）  | 350,080                 | 580,519                 | [ * 1 ]  |
| 2000年（平成12年）  | 369,858                 | 648,222                 | [ * 2 ]  |
| 2001年（平成13年）  | 379,931                 | 687,181                 | [ * 3 ]  |
| 2002年（平成14年）  | 381,953                 | 702,229                 | [ * 4 ]  |
| 2003年（平成15年）  | 387,599                 | 714,542                 | [ * 5 ]  |
| 2004年（平成16年）  | 412,342                 | 721,476                 | [ * 6 ]  |
| 2005年（平成17年）  | 407,282                 | 696,608                 | [ * 7 ]  |
| 2006年（平成18年）  | 400,105                 | 663,989                 | [ * 8 ]  |
| 2007年（平成19年）  | 406,902                 | 639,936                 | [ * 9 ]  |
| 2008年（平成20年）  | 385,909                 | 630,087                 | [ * 10 ] |
| 2009年（平成21年）  | 358,654                 | 589,978                 | [ * 11 ] |
| 2010年（平成22年）  | 361,377                 | 577,687                 | [ * 12 ] |
| 2011年（平成23年）  | 354,838                 | 578,985                 | [ * 13 ] |
| 2012年（平成24年）  | 371,999                 | 545,012                 | [ * 14 ] |
| 2013年（平成25年）  | 401,627                 | 558,471                 | [ * 15 ] |
| 2014年（平成26年）  | 392,040                 | 579,268                 | [ * 16 ] |
| 2015年（平成27年）  | 387,393                 | 585,291                 | [ * 17 ] |
| 2016年（平成28年）  | 412,168                 | 544,149                 | [ * 18 ] |
| 2017年（平成29年）  | 422,483                 | 530,568                 | [ * 19 ] |
| 2018年（平成30年）  | 375,373                 | 478,058                 | [ * 20 ] |
| 2019年 （令和元年） | 364,463                 | 465,200                 | [ * 21 ] |
| 2020年 （令和2年）  | 343,444                 | 430,316                 | [ * 22 ] |
| 2021年 （令和3年）  | 339,116                 | 425,534                 | [ * 23 ] |
| 2022年 （令和4年）  | 367,423                 | 461,006                 | [ * 24 ] |
| 2023年 （令和5年）  | 361,825                 | 472,392                 | [ * 25 ] |

## 駅周辺

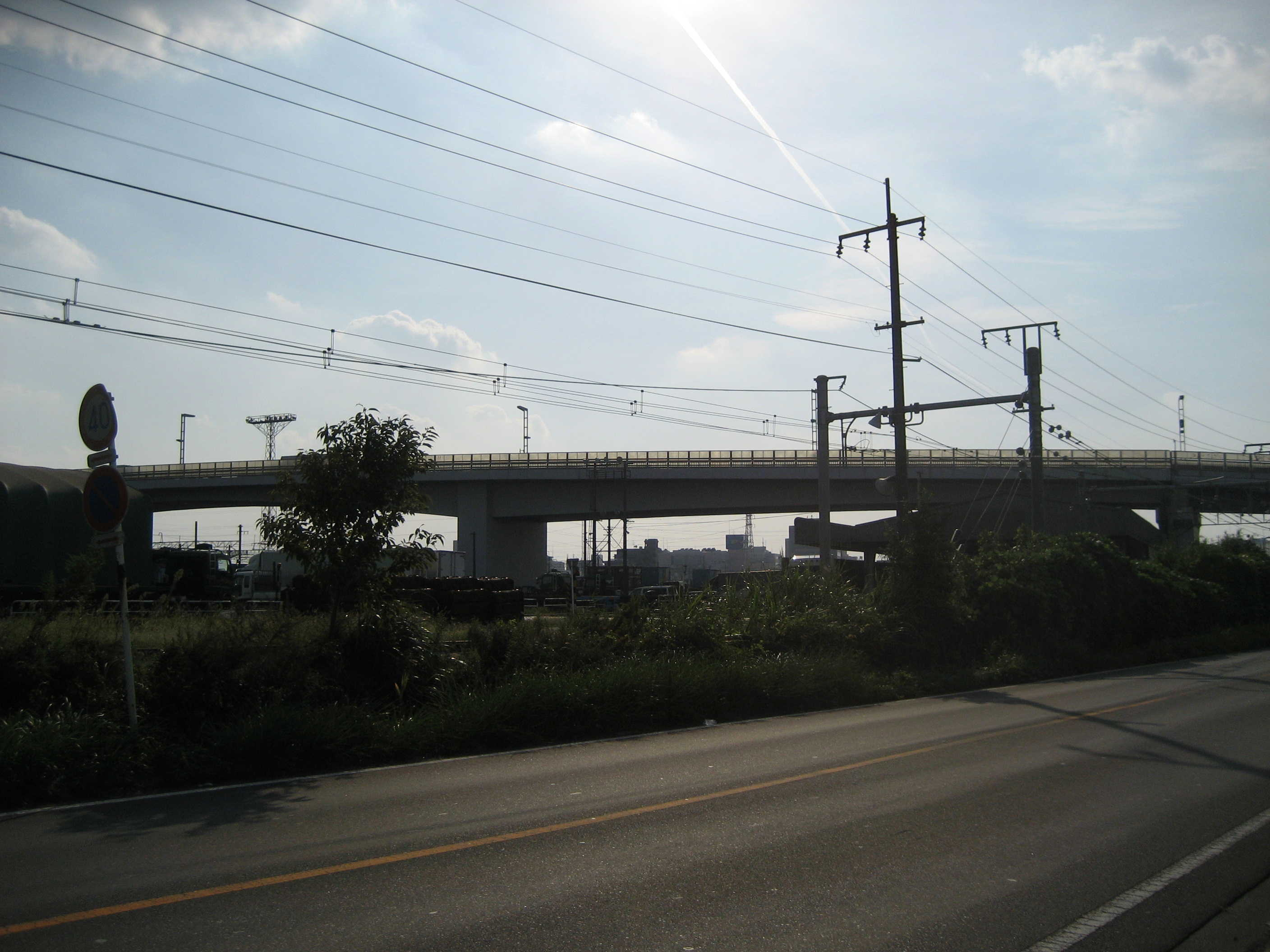
構内を横断する相生陸橋（2007年9月）

当駅の上を埼玉県道115号越谷八潮線（相生陸橋）、地下に市道が通っている。当駅の北側に流通団地があり、物流関係の倉庫が建ち並んでいる。
- 新越谷郵便局
- 東京都道・埼玉県道49号足立越谷線（通称・日光街道）

## 隣の駅
東日本旅客鉄道（JR東日本）
武蔵野線
南越谷駅 - （貨）越谷貨物ターミナル駅 - 越谷レイクタウン駅

### 貨物輸送状況
1. ↑  埼玉県統計年鑑（平成12年）
2. ↑  埼玉県統計年鑑（平成13年）
3. ↑  埼玉県統計年鑑（平成14年）
4. ↑  埼玉県統計年鑑（平成15年）
5. ↑  埼玉県統計年鑑（平成16年）
6. ↑  埼玉県統計年鑑（平成17年）
7. ↑  埼玉県統計年鑑（平成18年）
8. ↑  埼玉県統計年鑑（平成19年）
9. ↑  埼玉県統計年鑑（平成20年）
10. ↑  埼玉県統計年鑑（平成21年）
11. ↑  埼玉県統計年鑑（平成22年）
12. ↑  埼玉県統計年鑑（平成23年）
13. ↑  埼玉県統計年鑑（平成24年）
14. ↑  埼玉県統計年鑑（平成25年）
15. ↑  埼玉県統計年鑑（平成26年）
16. ↑  埼玉県統計年鑑（平成27年）
17. ↑  埼玉県統計年鑑（平成28年）
18. ↑  埼玉県統計年鑑（平成29年）
19. ↑  埼玉県統計年鑑（平成30年）
20. ↑  埼玉県統計年鑑（令和元年）
21. ↑  埼玉県統計年鑑（令和2年）
22. ↑  埼玉県統計年鑑（令和3年）
23. ↑  埼玉県統計年鑑（令和4年）
24. ↑  埼玉県統計年鑑（令和5年）
25. ↑  埼玉県統計年鑑（令和6年）